# Muttapan
Muttapan ist eine Hindu-Gottheit, die hauptsächlich von unterprivilegierten Kasten in Nord-Kerala verehrt wird, obwohl viele Hindus in Südindien Pilgerreisen unternehmen, um an den Teyyam-Ritualen teilzunehmen und inzwischen auch andere Kasten diesen Gott verehren.
Muttapan wird in Teyyam-Ritualen verehrt, in denen Kostüme getragen und gesungen und getanzt wird, um Muttapan zu invozieren. Muttapan wird mittlerweile, infolge des Sanskritisierungsprozesses, auch mit Shiva und Vishnu identifiziert, da er eine Doppelgottheit darstellt, Valiya Muttapan und Cheriya Muttapan. Muttapan gilt als Inkarnation Shivas und Vishnus gleichzeitig.
Muttapans Hauptaufgabe besteht darin, Adivasi und niedrige Kasten vor den höherkastigen Landbesitzern zu beschützen.